# Paul Pelseneer

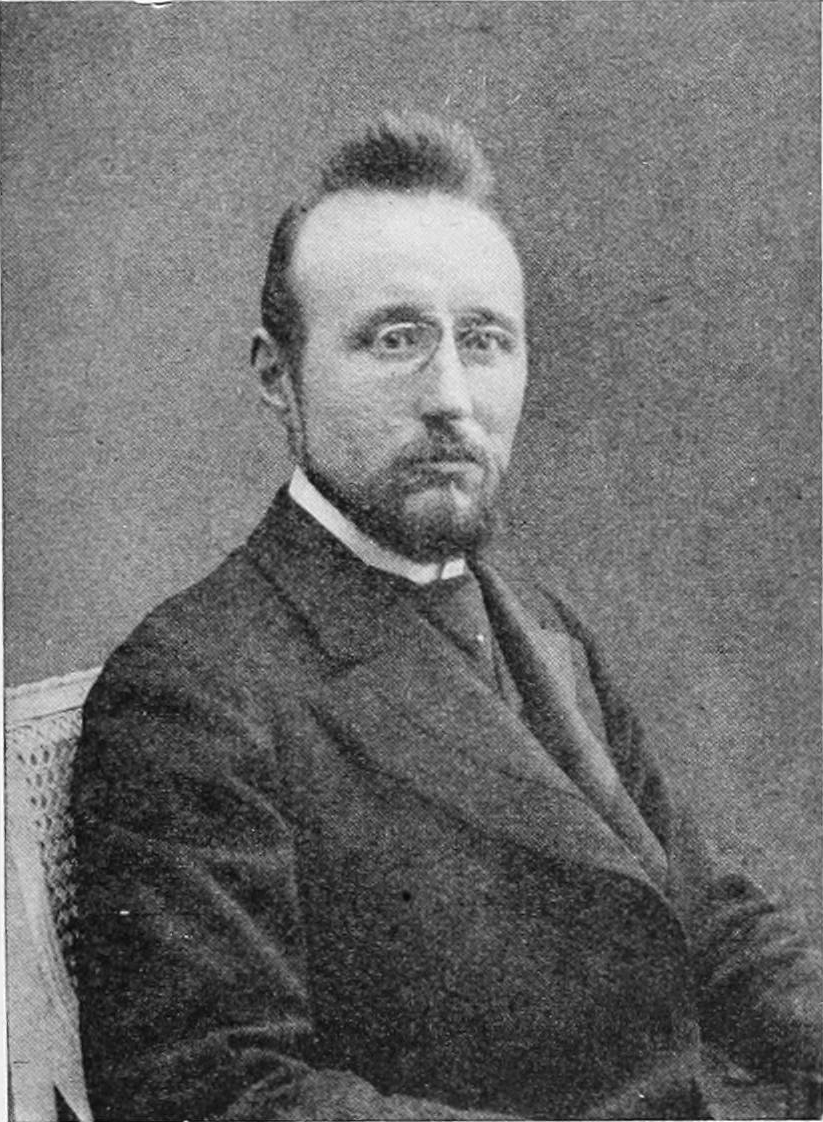
Paul Pelseneer rond 1914

Paul Pelseneer (Brussel, 26 juni 1863 - aldaar, 5 mei 1945) was een Belgisch zoöloog en docent aan de Gentse normaalschool. Zijn interesse voor de dierkunde omspande uiteenlopende onderwerpen, maar spitste zich toch vooral toe op de malacologie.
Een van zijn belangrijkste verwezenlijkingen was de fylogenetische ordening van de tweekleppigen op basis van hun kieuwstructuren. Zo voerde hij de onderklasse der Protobranchia in.
Hij was een vurig voorstander van oceanografische expedities en verleende zijn medewerking aan de tochten van de HMS Challenger, de Belgica en de Siboga Expeditie. Hij beschreef tijdens zijn leven zo’n 69 nieuwe mariene soorten, waarvan 57 weekdieren.
De gelukkigste jaren van zijn leven sleet Pelseneer in het marien biologisch station van Wimereux in het noorden van Frankrijk. In 1947 werd hem door het Institut de France de Cuvier-Prijs uitgereikt voor zijn wetenschappelijke verdiensten. Het genus Pelseneeria (Phylum Mollusca, familie Eulimidae) werd naar hem genoemd.

## Werken
- Introduction à l’étude des Mollusques (1894)
- Essai d’Ethologie zoologique d’après l’étude des Mollusques (1935)

- Bibliothèque nationale de France: cb110298630 (data)
- Stuttgart Database of Scientific Illustrators 1450–1950: 9907
- Gemeinsame Normdatei: 116075171
- International Standard Name Identifier: 0000 0000 7829 1646
- Library of Congress Control Number: n2017183862
- Nationale bibliotheek van Australië: 36042310
- Nederlandse Thesaurus van Auteursnamen: 072804831
- SNAC: w6682j4m
- Système universitaire de documentation: 081837844
- Virtual International Authority File: 94232462
- WorldCat: E39PBJhGXWBjH9dCjrh4PcXcfq